# فرانك ماهر
فرانك ماهر هو ساقي حانة وموسيقي كندي، ولد في 7 مارس 1934 في سانت جونز في كندا.

## وصلات خارجية
- فرانك ماهر على موقع ميوزك برينز (الإنجليزية)
- فرانك ماهر على موقع ديسكوغز (الإنجليزية)